# 聖ヨゼフ学園小学校
聖ヨゼフ学園小学校（せいヨゼフがくえんしょうがっこう）は、神奈川県横浜市鶴見区東寺尾北台に所在する私立小学校。2018年日本の小学校として初めて「国際バカロレアＰＹＰ校」として認定される。
系列校の聖ヨゼフ学園中学校・高等学校は女子校であったが、2020年度より共学となったため男児の内部進学が可能となった。
カトリック伝統校には珍しく、小学校、中学校、高等学校それぞれで募集がある。内部生と外部生でクラス分けはなく合同クラスとなる。

## 沿革
- 1953年 - 鶴見聖ヨゼフ小学校開校
- 1956年 - 聖ヨゼフ学園小学校と改称
- 2018年 - 「国際バカロレアＰＹＰ校」認定

## 概要
ミッションスクールで、カトリック校である。校訓は「信　望　愛」教育目標は「よく学び努力する人、知恵のある人」「いのちを喜び、感謝と奉仕の心を持って生きる人」

## 制服 その他
女子は夏冬ともに、襟とネクタイの3本線を特徴とするセーラー服が基本スタイル。
ヨゼフ学園中学校高等学校とは系列校であり、付属校ではない。

## 交通
- JR京浜東北線・鶴見線鶴見駅 徒歩15分 またはバス「二本木」下車徒歩2分